# Nematus princeps
Nematus princeps är en stekelart som beskrevs av Ernst Gustav Zaddach 1876. Nematus princeps ingår i släktet Nematus, och familjen bladsteklar. Arten är reproducerande i Sverige.